# 시시 스페이식
메리 엘리자베스 "시시" 스페이식(영어: Mary Elizabeth "Sissy" Spacek 시시 스페이섹[*], 영어 발음: /ˈspeɪsɛk/, 1949년 12월 25일 ~ )은 미국의 배우이다.

## 출연 작품

### 영화
- 프라임 컷 (1972)
- 황무지 (1973)
- 캐리 (1976) - 캐리 화이트 역
- 세 여인 (1977)
- 광부의 딸 (1980)
- 크라임 오브 하트 (1986)
- JFK (1991)
- 마미 마켓 (1994)
- 스트레이트 스토리 (1999)
- 나인 라이브즈 (2005)
- 링 2 (2005)
- 노스 컨츄리 (2005)
- 아메리칸 헌팅 (2005)
- 잘 나가는 그녀에게 왜 애인이 없을까 (2007)
- 핫 로드 (2007)
- 4번의 크리스마스 (2008)
- 헬프 (2011)
- 데드폴 (2012)
- 미스터 스마일 (2018)

### 텔레비전
- 월튼네 사람들 (1973)
- 빅 러브 (2010-11)
- 블러드라인 (2015-17)
- 캐슬록 (2018)
- 다잉 포 섹스 (2025)

## 수상 경력
- 1976년 에볼리에즈 판타스틱 국제영화제 여우주연상
- 1976년 제10회 전미비평가협회상 여우주연상
- 1977년 제42회 뉴욕비평가협회상 여우조연상
- 1980년 제45회 뉴욕비평가협회상 여우주연상
- 1981년 캔자스시티비평가협회상 여우주연상
- 1981년 제6회 LA비평가협회상 여우주연상
- 1981년 제15회 전미비평가협회상 여우주연상
- 1981년 제52회 미국비평가협회상 여우주연상
- 1981년 제38회 골든글로브시상식 뮤지컬/코미디부문 여우주연상
- 1981년 제53회 아카데미시상식 여우주연상
- 1986년 제51회 뉴욕비평가협회상 여우주연상
- 1987년 캔자스시티비평가협회상 여우주연상
- 1987년 제44회 골든글로브시상식 뮤지컬/코미디부문 여우주연상
- 2001년 아메리칸 필름 인스티튜드 어워드 올해의 여자배우상
- 2001년 제22회 보스턴비평가협회상 여우주연상
- 2001년 댈러스-포트워스비평가협회상 여우주연상
- 2001년 남동부비평가협회상 여우주연상
- 2001년 제66회 뉴욕비평가협회상 여우주연상
- 2001년 제6회 새틀라이트시상식 드라마부문 여우주연상
- 2001년 제27회 LA비평가협회상 여우주연상
- 2002년 제59회 골든글로브시상식 드라마부문 여우주연상
- 2002년 제7회 크리틱스초이스 여우주연상
- 2002년 벤쿠버비평가협회상 여우주연상
- 2002년 플로리안비평가협회상 여우주연상
- 2002년 AFI 어워즈 올해의 배우상